# Zbruč
Zbruč (ukrajinsky Збруч) je řeka na hranici Ternopilské a Chmelnycké oblasti na západě Ukrajiny. Je 247 km dlouhá. Povodí má rozlohu 3 330 km². Nazývá se také Podgorec (rusky Подгорец).

## Historie
Řeka leží v relativní blízkosti jiných řek jako Horyň a Sluč a byla proto využívána jako alternativní trasa na cestě od Varjagů k Řekům. V roce 1848 byl v řece nedaleko Husjatynu nalezen slovanský kamenný idol, pojmenovaný podle ní jako Zbručský idol.
Zbuč dlouhou dobu sloužil jako hraniční řeka. Mezi lety 1772 a 1793 byla hranicí mezi Republikou obou národů a Habsburskou monarchií, zatímco v letech 1793–1807 a 1815–1918 byla hranicí mezi rakouskou Haličí a Ruským impériem. Po Rižském míru v roce 1921 byla hranicí mezi SSSR a druhou Polskou republikou, což trvalo až do roku 1939. Dnes je hranicí mezi Ternopilskou a Chmelnyckou oblastí Ukrajiny.

## Průběh toku
Pramení na Podolské vysočině. Na horním toku teče v široké a místy bažinaté dolině. Na dolním toku je dolina úzká. Vlévá se zleva do Dněstru.

## Vodní stav
Zdrojem vody jsou převážně sněhové a dešťové srážky. Průměrný průtok vody u vesnice Vitkovcy činí 7 m³/s.

## Využití
Na řece není možná vodní doprava.